# Acht van Chaam 2006
L'Acht van Chaam 2006, sessantaseiesima edizione della corsa, si svolse il 26 luglio 2006 su un percorso di 100 km. Fu vinto dall'olandese Michael Boogerd.
La competizione si svolse su un circuito di 4 km da ripetersi 25 volte.

## Ordine d'arrivo (Top 10)
| Pos. | Corridore         | Squadra       | Tempo |
| ---- | ----------------- | ------------- | ----- |
| 1    | Michael Boogerd   | Rabobank      |       |
| 2    | Stef Clement      | Bouygues Tél. |       |
| 3    | Steven de Jongh   | Quick Step    |       |
| 4    | Max van Heeswijk  | Discovery Ch. |       |
| 5    | Kenny van Hummel  | Skil-Shimano  |       |
| 6    | Theo Eltink       | Rabobank      |       |
| 7    | Koen de Kort      | Liberty Seg.  |       |
| 8    | Tom Veelers       | Rabobank Con. |       |
| 9    | Bjorn Cornelissen | Flanders      |       |
| 10   | Mathew Hayman     | Rabobank      |       |